# サックス・ローマー
サックス・ローマー（Sax Rohmer、1883年2月15日 – 1959年6月1日）はイギリス、バーミンガム生まれの作家。第二次世界大戦以降はニューヨークに在住。本名、アーサー・ヘンリー・サースフィールド・ウォード（Arthur Henry Sarsfield Ward）。別名にマイクル・フーリー（Michael Furey）。
怪人フー・マンチュー博士の生みの親として名高い。デビュー作は、1903年に『Pearson's Weekly』に発表された短編小説「The Mysterious Mummy」。

## 「フー・マンチュー博士」シリーズ
匿名で執筆した「Pause!」が1910年に発表されたのを皮切りに、『ストーリー・テラー』誌に最初のフー・マンチュー博士シリーズ「The Mystery of Dr. Fu Manchu」を1912年から1913年に10回にわたり連載。翌年にはそれをまとめた「フー・マンチュー博士の謎（怪人フー・マンチュー）」がメシュエン社より刊行された。
元ロンドン警視庁のデニス・ネイランド・スミス卿と、彼の友人である化学者ペトリー博士が、東洋人による世界征服と帝国建設を目指して暗躍する怪人フー･マンチュー博士と対決するスピード感あふれる物語は、あっというまに大人気シリーズとなった。またこのシリーズはアメリカの『コリアーズ』誌でも連載され、爆発的な人気を集めた。この大ヒットによってローマーは1920年代から1930年代にかけてもっとも高収入を得た作家のひとりとなった。

## オカルト探偵モーリス・クロウ
ローマーが創造した他のキャラクターには、オカルト探偵モーリス・クロウがいる。
彼の本業は骨董品店主で、山高帽に金縁眼鏡、黒い絹のマフラーにブーツという出で立ちの老紳士である。持参した赤い絹のクッションを枕にして犯罪現場で眠り、そこで見た夢で事件の真相を透視する。

## 日本語訳作品
- 『赤い線』（The Sins of Severac Bablon、吉浦周太郎訳、小西書店、探偵文芸叢書） 1923/文園社　1945
- 『賤民の王』（The Sins of Severac Bablon.の抄訳、吉田甲子太郎訳、春陽堂、『探偵小説全集23』に収載、同書にはフリーマンの「沙漠の船」が併載されている） 1930
- 『愛国侠盗伝』（寺田鼎訳、世界大衆文学全集76） 1931
「愛国侠盗伝」（The Sins of Severac Bablon.の抄訳、寺田氏の序によると「高島正君を煩わした」とある）
「悪魔博士」（The Devil Doctor, The Return of Dr. Fu-Manchu.1916の抄訳だが、映画にあわせた改変がある）
- 『魔人博士』（山中峯太郎訳、ポプラ社、世界名作探偵文庫9） 1955
上記改造社版の「悪魔博士」の児童向リライト
- 『変装アラビア王』（山中峯太郎訳、ポプラ社、世界名作探偵文庫28） 1955
上記改造社版の「愛国侠盗伝」の児童向けリライト
- 『悪魔博士』（山中峯太郎訳、ポプラ社、世界推理小説文庫4） 1962
上記「魔人博士」の改題・改装版、挿絵は異なる
- 『バブロンの嵐』（山中峯太郎訳、ポプラ社、世界推理小説文庫17） 1963
上記「変装アラビア王」の改題・改装版、挿絵は異なる
- 『怪人フー・マンチュー』（The Mystery of Dr. Fu Manchu、嵯峨静江訳、ハヤカワ・ポケット・ミステリ） 2004
- 『骨董屋探偵の事件簿』（The Dream Detective、近藤麻里子訳、創元推理文庫)  2013
「ギリシャの間の悲劇」（The Case of the Tragedies in the Greek Room）
「アヌビスの陶片」（The Case of the Potsherd of Anubis）
「十字軍の斧」（The Case of the Crusader's Ax）
「象牙の彫像」（The Case of the Ivory Statue）
「ブルー・ラージャ」（The Case of the Blue Rajah）
「囁くポプラ」（The Case of the Whispering Poplars）
「ト短調の和音」（The Case of the Chord in G）
「頭のないミイラ」（The Case of the Headless Mummies）
「グレンジ館の呪い」（The Case of the Haunting of Grange）
「イシスのヴェール」（The Case of the Veil of Isis）
- 『魔女王の血脈』（Brood of the Witch-Queen、田村美佐子訳、ナイトランド叢書） 2017
- 『悪魔博士フー・マンチュー』（平山雄一訳、ヒラヤマ探偵文庫08　The Devil Doctor, The Return of Dr. Fu-Manchu.1916の訳）

### 短編
- 「ホロウ・グレンジの館」（Master of Hollow Grange、隅田たけ子訳、奇想天外 1974年5月号に収載）
- 「チェリアピン」（Tcheriapin、中村能三訳、東京創元社、世界恐怖小説全集7『こびとの呪い』に収載）
中村能三訳、平井呈一編、創元推理文庫、『怪奇小説傑作集2』に収載
- 「青いアネモネ」（Blue Anemones、川口正吉訳、ミステリマガジン1967年1月号に収載）
- 「ふくろうは二度鳴く」（The Owl Hoots Twice、青木秀夫訳、ミステリマガジン1968年1月号に収載）
- 「白い帽子」（The White Hat、山田辰夫訳、ミステリマガジン1977年3月号に収載）
- 「ザイヤットのキス」（The Zayat Kiss、乾信一郎訳、押川曠編、ハヤカワ・ミステリ文庫、『シャーロック・ホームズのライヴァルたち』に収載）